# Ordre de la croix de la Liberté
Pour les articles homonymes, voir Ordre de la Liberté.
L'ordre de la croix de la Liberté (en finnois, Vapaudenristin ritarikunta ; en suédois, Frihetskorsets orden), est le plus ancien des trois ordres de chevalerie de Finlande. Les deux autres sont l'ordre de la Rose blanche et l'ordre du Lion de Finlande. Le grand-maître de l'ordre est le président de la République ou le commandant en chef de l'armée. Elle est attribuée le jour de l'indépendance du drapeau ou le jour de l'indépendance de la Finlande.

## Création
L'ordre a été créé par Mannerheim le 4 mars 1918. L'insigne a été dessiné par Akseli Gallen-Kallela.
L'ordre ne devait être décerné qu'en temps de guerre, mais, pour préserver l'ordre, il a été décidé le 18 août 1944 que la décoration serait aussi décernée en temps de paix. Le ruban est orange. La devise en finnois est Isänmaan puolesta, ce qui signifie en français : « Pour la patrie ».
De plus, pendant la guerre de Continuation a été instaurée la croix de Mannerheim qui est plus grande en taille et plus élevée dans l'ordre de préséance. Le grand nombre de distinctions décernées est dû au fait qu'il était décerné aux soldats victimes de blessure de guerre.

## Autres attributions
Pour les veuves de guerre, une croix de la Liberté est décernée avec un ruban noir irisé.
Pour les veuves de personnels, non morts, sur le front en temps de guerre (usines, défense civile...), une médaille de la Liberté existe.

## Description

Le drapeau présidentiel de Finlande porte la croix de la Liberté de 3e classe.

Les grades de l'ordre de la croix de la Liberté sont :
- grand-croix de la croix de la Liberté ;
- 1re classe de la croix de la Liberté avec l'étoile de poitrine ;
- 1re classe de la croix de la Liberté ;
- 2e classe de la croix de la Liberté ;
- 3e classe de la croix de la Liberté ;
- 4e classe de la croix de la Liberté ;
- 1re classe de la médaille de la Liberté ;
- médaille du mérite de la 1re classe de la croix de la Liberté ;
- 2e classe de la médaille de la Liberté ;
- médaille du mérite de la 2e classe de la croix de la Liberté.

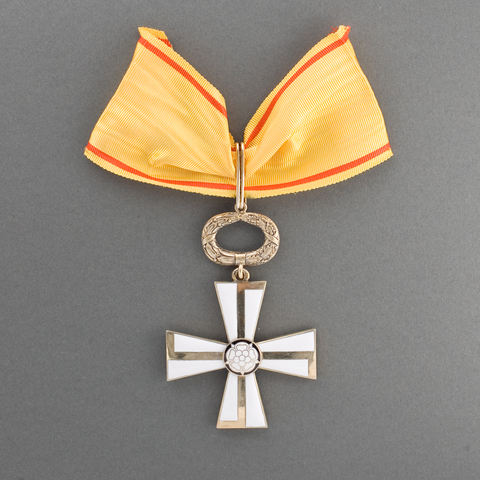
VR 1
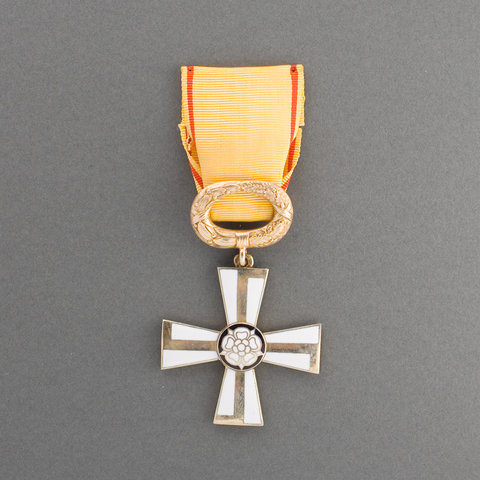
VR 2
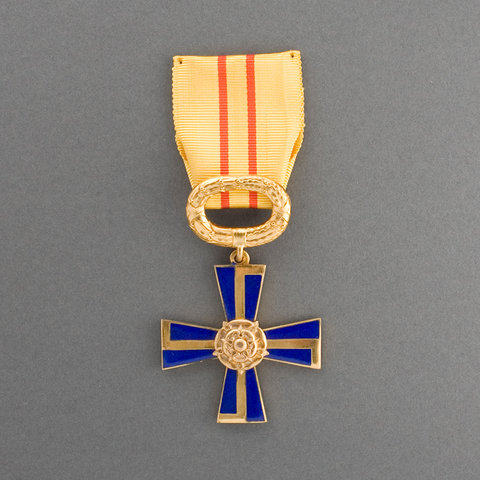
VR 3
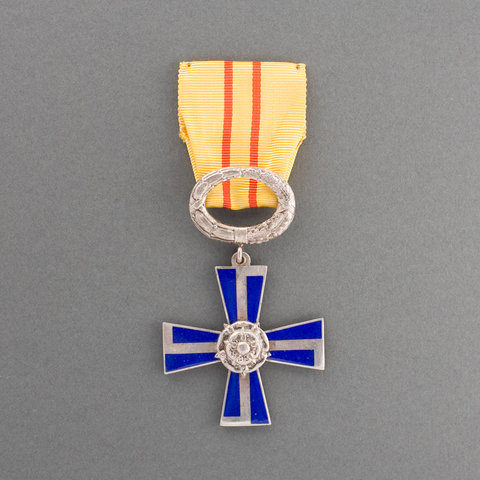
VR 4
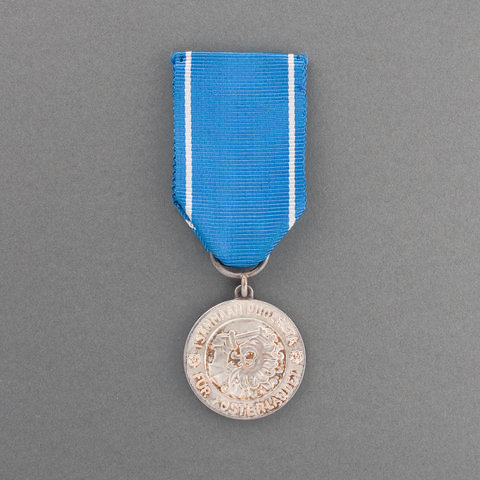
VM 1
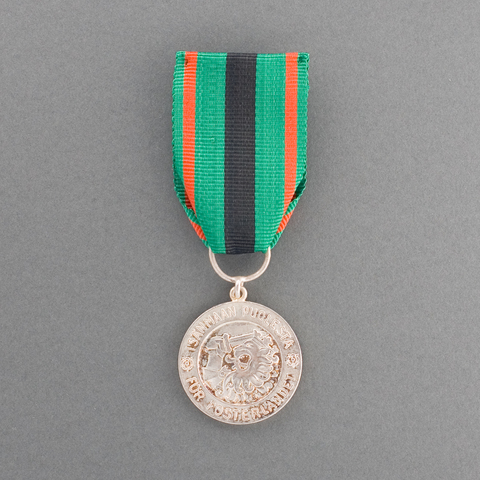
VR Am 1
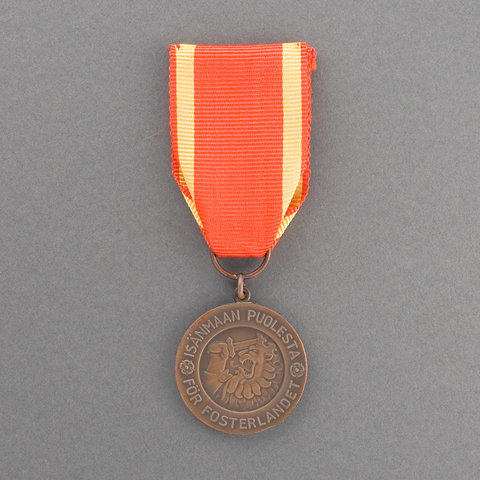
VM 2
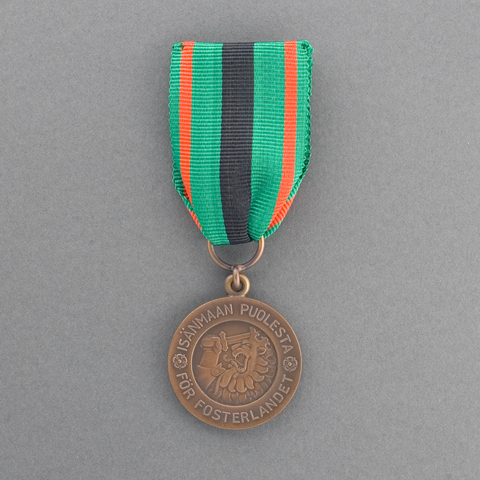
VR Am 2

## Rubans
| Version → Classe ↓                       | civile en temps de paix | militaire en temps de paix | militaire en temps de guerre | civile en temps de guerre |
| Grand Croix                              |                         |                            |                              | aucun                     |
| Ire Classe avec étoile (classe spéciale) |                         |                            |                              |                           |
| Ire Classe                               |                         |                            |                              |                           |
| IIe Classe                               |                         |                            |                              |                           |
| IIIe Classe                              |                         |                            |                              |                           |
| IVe Classe                               |                         |                            |                              |                           |

| Croix pour les morts au combat † | Médaille pour les morts au combat † | Médaille de Ire Classe | Médaille de IIe Classe | Médaille pour mérite Ire et IIe Classe |
|                                  |                                     |                        |                        |                                        |